# Centi
Centi- (símbolo c) es un prefijo del Sistema Internacional que indica un factor de 10−2, un centésimo o una centésima parte (1/100). El símbolo se usa en el sistema métrico decimal, fue propuesto en 1793 y adoptado en 1795. El prefijo proviene del latín centum, que significa «cien» (cf. siglo, ciento, por ciento, centenario). Desde 1960, el prefijo forma parte del Sistema Internacional de Unidades (SI). Se utiliza principalmente en combinación con la unidad del metro para formar el centímetro, una unidad común de longitud.